# 中國痛
〈中国痛〉（英語："China Reggaeton"）是黃明志和黄秋生合作，收录于《亚洲通才》专辑中的单曲。

## 制作

### 歌曲
〈中国痛〉全长5分39秒的雷鬼顿歌曲，使用箫、二胡、琵琶、扬琴等古典乐器配乐。由黄秋生先在歌曲中以客家话献声。歌詞講述一對青梅竹馬原本过着朴实无华的乡村生活。女孩長大後搬到大城市裡生活，臨別前男孩積蓄全都交給她。可是好景不常，女孩很快向男孩提出分手，甚至与拥有跑車的高富帥结成连理。

### 合作
黃明志之所以会与黄秋生合作，是因为他们曾一同出席《香港電影金像獎》颁奖典礼，他們相谈甚欢。后来，他们也討論是否要“玩一點怪怪的音樂…拍一點怪怪的MV…或者做一點怪怪的事情…”。

## 音乐录影带
音乐录影带中的背景设于充满中国风味的乡镇林安泰古厝，黃明志与黄秋生两人穿上中国传统服饰又唱又跳。而音乐录影带尾段则是黃明志坐在大宅門前，狼吞虎咽地吃著黃秋生亲手制做的叉燒包，边問叉烧包是用什么做的。此时的黃秋生則笑而不語。之后拋下一句：「頭先你咪問我條女嘅？我發覺佢原來係仔，於是我就……」，以陰森詭異的笑容加上隐喻的對白作为句点，令人不禁想起黃秋生的代表作之一《八仙饭店之人肉叉烧包》。

## 评价
《香港01》的撰稿人彭嘉彬认为這首歌不仅仅是《漂向北方》的愛情版，更可說是2017年神曲《Despacito》的華語版。黃明志完美地將西班牙雷鬼動音樂與中國傳統樂器結合，有著Reggaeton（雷鬼顿）輕快急促的節奏，讓人聞歌起舞。